# 爾朱世隆
爾朱 世隆（じしゅ せいりゅう、500年 - 532年）は、北魏の軍人。字は栄宗。本貫は秀容郡。爾朱彦伯・爾朱仲遠の弟。爾朱栄の従弟にあたる。

## 経歴
北魏の華州刺史の爾朱買珍の子として生まれた。孝明帝の末年、直斎をつとめた。直寝に転じ、後に直閤を兼ね、前将軍を加えられた。爾朱栄が入朝を願い出ると、霊太后はこれを忌避して、世隆を晋陽の爾朱栄のもとに派遣して、思いとどまるよう説得させた。爾朱栄は世隆を送り返した。528年、爾朱栄が挙兵すると、世隆は洛陽から脱出し、爾朱栄と上党で合流した。給事黄門侍郎に任ぜられた。
孝荘帝が即位すると、世隆は侍中・領軍将軍・左衛将軍・領左右・肆州大中正に任ぜられ、楽平郡開国公に封じられた。また車騎将軍となり、領軍を兼ねた。さらに左光禄大夫となり、尚書右僕射を兼ねた。529年、元顥が大梁に迫ると、世隆は仮儀同三司・前軍都督となって、虎牢に駐屯した。元顥が滎陽を落として、行台の楊昱を捕らえると、世隆は恐れて遁走した。孝荘帝は河内に避難し、元顥は洛陽を陥落させた。世隆は仮驃騎大将軍・行台右僕射・都督相州諸軍事・相州刺史となった。孝荘帝が洛陽に帰還すると、世隆は驃騎大将軍・尚書左僕射となった。請願により侍中を解任され、散騎常侍の位を加えられた。
530年、爾朱栄が殺害されると、世隆は爾朱栄の妻を奉じて、夜間に西陽門を焼いて逃走し、北方の河橋を攻撃して武衛将軍の奚毅を殺害し、兵を率いて戻り大夏門外で戦った。孝荘帝は前華陽郡太守の段育を派遣して説得させたが、世隆は段育を斬った。李苗が河梁を焼いたことから、世隆は北方に逃走した。建州刺史の陸希質が城を閉ざしたので、世隆はこれを攻め落とした。長子にいたって、爾朱度律らとともに長広王元曄を皇帝に擁立すると、元曄は世隆を開府儀同三司・尚書令とし、楽平郡王に封じ、太傅の位を加え、司州牧を代行させた。世隆は洛陽に向かい、河陽で爾朱兆と合流した。爾朱兆が洛陽を平定すると、爾朱栄が害に遭ったことについて世隆を責めたので、世隆は辞を低くして陳謝したが、内心このことを恨んだ。
兄の爾朱仲遠が滑台から洛陽に入ると、世隆は兄弟たちと図って、元曄を廃位し、広陵王元恭（節閔帝）を推戴しようとした。爾朱度律は元恭が口が利けない人物であるとして皇帝にふさわしくないと反対し、元宝炬（後の西魏の文帝）を立てるよう主張した。世隆は兄の爾朱彦伯らと諮って、爾朱度律を龍花仏寺に連れて行き、元恭と面会させて実は口が利けることを知らせると、531年2月に廃立を断行した。世隆は尚書令として朝政を総覧し、軍人たちに官位をばらまいた。亡父の爾朱買珍に使持節・侍中・相国・録尚書事・都督定相青斉済五州諸軍事・大司馬・定州刺史の位を追贈した。
532年、爾朱天光が韓陵で高歓に敗れると、世隆は外兵参軍の陽叔淵に敗残兵をまとめさせた。斛斯椿が洛陽への入城を図るため、「天光の部下たちは西方の出身なので、長安へ遷都させようとしている。私がそれに備えよう」と、陽叔淵を騙した。斛斯椿が河橋に到着すると、世隆の一党を殺しつくした。行台の長孫稚が宮殿に上奏し、都督の賈顕智・張勧らが騎兵を率いて世隆と爾朱彦伯を捕らえると、世隆は兄とともに斬られた。

## 家族
- 妻：奚氏
- 妾：馮氏（任城王元彝の未亡人）

## 伝記資料
- 『魏書』巻75 列伝第63
- 『北史』巻48 列伝第36